# Marinus Simon Koster
Mr. dr. Marinus Simon Koster (Utrecht, 3 april 1867 − Oegstgeest, 22 april 1956) was een Nederlands burgemeester en ambtenaar.

## Biografie
Koster was een zoon van prof. dr. Willem Koster (1834-1907) en Theresia Margaretha Karsten (1835). Hij trouwde in 1894 met jkvr. Johanna Catharina Wilhelmina von Schmidt auf Altenstadt (1873-1947) met wie hij drie kinderen kreeg. Hij studeerde rechten te Leiden en promoveerde in 1890 aan de Rijksuniversiteit Utrecht zowel in de rechts- (op proefschrift) als in de staatswetenschappen (op stellingen). Daarna werd hij advocaat en procureur in zijn geboortestad alvorens hij in 1892 een rechterlijke en bestuurlijke carrière in Nederlands-Indië begon die hij afsloot als lid van de Raad van Nederlandsch-Indië wat hij was vanaf 1912. In 1914 werd hij ambtenaar bij het Ministerie van Koloniën, belast met de bewerking van het Indisch Strafwetboek, totdat hij per 1 december 1915 werd benoemd tot burgemeester van Hilversum. In 1922 werd hij van daaruit benoemd tot secretaris-generaal van het Ministerie van Koloniën waarmee hij in 1925 zijn loopbaan afsloot.
Bij zijn afscheid als burgemeester kreeg hij een in art decostijl vervaardigd album. Hij was ridder in de Orde van de Nederlandse Leeuw en Commandeur in de Orde van Oranje-Nassau. Zijn in 1942 geschreven herinneringen bleven ongepubliceerd.